# Sugih Waras (Candi)
Sugih Waras is een bestuurslaag in het regentschap Sidoarjo van de provincie Oost-Java, Indonesië. Sugih Waras telt 7773 inwoners (volkstelling 2010).